# Вукобрат

## Порекло презимена
Презиме Вукобрат је пореклом са простора тромеђе Лике, Босне и Далмације. Чланови породице Вукобрат су изворно српског порекла, а породична слава је изворно Ђурђевдан. Даље порекло Вукобрати воде из Херцеговине, из села Турменти.
По веровању, презиме је настало у време када су се људи са простора „тромеђе“, услед тешког живота братимили са вуковима, и живели са њима у миру. У традицији српског народа са ових простора, вук има готово митско значење, па је и разумљиво везивање породичног презимена са овом животињом.
Данас се припадници породице Вукобрат налазе на великом делу простора бивше СФРЈ, од Републике Хрватске, Босне и Херцеговине, па до Републике Србије (нарочито у Војводини), а постоји одређени број чланова породице и у расејању, од којих је најпознатији пословни човек, Борис Вукобрат.
Изведени облици презимена Вукобрат су Вукобратовић и Вукобратић.